# Cantó de Cambremer
El cantó de Cambremer és un cantó francès del departament de Calvados, situat al districte de Lisieux. Té 19 municipis i el cap es Cambremer.

## Municipis
- Auvillars
- Beaufour-Druval
- Beuvron-en-Auge
- Bonnebosq
- Cambremer
- Corbon
- Formentin
- Le Fournet
- Gerrots
- Hotot-en-Auge
- Léaupartie
- Montreuil-en-Auge
- Notre-Dame-d'Estrées
- Repentigny
- La Roque-Baignard
- Rumesnil
- Saint-Ouen-le-Pin
- Valsemé
- Victot-Pontfol

## Història
| Data d'elecció                           | Identitat       | Partit                                  | Qualitat |
| ---------------------------------------- | --------------- | --------------------------------------- | -------- |
| 1949-1973                                | M. Jouenne      | Divers droite                           |          |
| 1973-2011                                | Ambroise Dupont | Divers droite, després UDF, després UMP |          |
| 2011-                                    | Xavier Charles  | Divers droite                           |          |
| les dades anteriors no són pas conegudes |                 |                                         |          |
|                                          |                 |                                         |          |

## Demografia
| A partir de 1990: Població sense dobles comptes |